# Липэ, Элисабета
Элисабета Липэ (рум. Elisabeta Lipă; также Липэ-Оленюк, род. 26 октября 1964, Сирет) — румынская гребчиха (академическая гребля) и государственный деятель. Пятикратная олимпийская чемпионка, чемпионка мира. Участница шести Олимпийских игр (на всех выигрывала медали) и 12 чемпионатов мира. Делит с Надей Комэнеч и Джорджетой Дамьян-Андрунаке рекорд среди всех румынских спортсменов по золотым олимпийским медалям (по 5).
Была президентом федерации гребли Румынии. 17 ноября 2015 года была назначена министром спорта и молодёжи в кабинете Дачиана Чолоша. Покинула пост в январе 2017 года.
Выступала за «Динамо» (Бухарест).

## Выступления на чемпионатах мира
- 1982, бронза, четвёрка
- 1983, бронза, двойка
- 1985, серебро, двойка
- 1986, серебро, двойка
- 1987, серебро, двойка
- 1989, серебро, двойка
- 1989, золото, одиночка
- 1990, 6, одиночка
- 1991, серебро, одиночка
- 1991, серебро, двойка
- 1993, 7, одиночка
- 1993, 6, двойка
- 1994, бронза, восьмерка
- 1994, серебро, двойка
- 1999, 9, четверка
- 2003, серебро, восьмерка

## Награды
- Великий офицер ордена Звезды Румынии (2024)[5]
- Командор ордена Звезды Румынии (2004)[6]
- Командор ордена «За верную службу» (2000)[7]
- Орден «За спортивные заслуги» I степени (2008)[8]
- Почётный гражданин Бухареста (2000)[9].